# Amiota bispinula
Amiota bispinula är en tvåvingeart som beskrevs av Chen och Masanori Joseph Toda 2007. Amiota bispinula ingår i släktet Amiota och familjen daggflugor. Inga underarter finns listade i Catalogue of Life.